# جرف (الشعر)

تعديل مصدري - تعديل

جرف محلة تابعة لقرية ميدم، التابعة لعزلة الا ملؤك بمديرية الشعر إحدى مديريات محافظة إب في الجمهورية اليمنية، بلغ تعداد سكانها 63 حسب تعداد اليمن لعام 2004.